# Alexandra Chando
Alexandra Nicole Chando (Bethlehem, Pensilvânia, 28 de julho de 1986) é uma atriz americana. Ela é mais conhecida por interpretar o papel das gêmeas Sutton e Emma na série The Lying Game.
Formada na Liberty High School em Bethlehem, na Pennsylvania, atualmente permanece em Nova Iorque. Chando estava frequentando o Manhattan College em Riverdale quando ela foi contratada pelos produtores de As the World Turns. Durante as filmagens de "Rockville, CA" ela se mudou para California. Ela voltou para Nova Iorque recentemente.

## Carreira
Poucos meses depois de entrar para As the World Turns, Chando também apareceu em um episódio de True Life: I'm Getting My Big Break. Ela foi nominada no Daytime Emmy Awards na categoria de atriz jovem em 2007, mas perdeu para a colega de elenco Jennifer Landon. Ela foi deixada dois anos depois e sua data de ar última foi em 26 de outubro de 2007.
Em 2008, Chando foi escalado como Debbie no websérie Rockville, CA, criada por Josh Schwartz (The O.C., Gossip Girl, Chuck). Ele funcionou no TheWB.com na primavera de 2009.
No dia 23 de setembro de 2009, Alexandra retornou ao As the World Turns como Maddie. No dia 14 de maio de 2010, ela fez uma participação no popular drama Medium como voluntária para um grupo ativista dos direitos dos animais.
A atriz também tentou o papel principal em Remember Me que acabou para Emilie de Ravin.
Alexandra fez o teste para o papel de Elena Gilbert na série de sucesso The Vampire Diaries que foi dada a Nina Dobrev.
Em outubro de 2010, Chando estava no elenco da nova série The Lying Game, fazendo gêmeas idênticas, Emma Becker e Sutton Mercer. A série é baseada no livro de Sara Shepard, que também escreveu Pretty Little Liars.
Alexandra interpreta Danielle em Talent, uma websérie produzida pela Alloy Entertainment e com base em romances de Zoey Dean.
Atualmente, Alexandra está interpretando Noelle, em Hindsight (VH1).

## Caridade
Chando trabalhou em conjunto com a  ABC family e a Seventeen Magazine na campanha 'Delete Digital Drama' para prevenir cyber bullying. Em março de 2012 Alexandra também esteve arrecadando dinheiro para a investigação e conscientização do câncer de pulmão com a instituição de caridade 'Free to Breathe'.

## Filmografia
| Ano  | Nome               | Papel        | Notas         |
| ---- | ------------------ | ------------ | ------------- |
| 2002 | House Blend        | Jenna Harper | Filme para TV |
| 2011 | The Bleeding House | Gloria       |               |
| 2013 | Construction       | Colleen      |               |

| Ano       | Nome                | Papel                       | Notas |
| --------- | ------------------- | --------------------------- | --- |
| 2005–2009 | As the World Turns  | Maddie Coleman              | 308 episódios                                                                                                   |
| 2006      | True Life           | Ela mesma                   | "I'm Getting My Big Break" (8ª temporada: episódio 11)                                                          |
| 2009      | Rockville CA        | Deb                         | 20 episódios |
| 2009      | Sherri              | Cab Passenger               | "Dating Dad" (1ª temporada: episódio 6)                                                                         |
| 2010      | Medium              | Melissa Treynet             | "Dead Meat" (6ª temporada: episódio 21)                                                                         |
| 2010      | Glory Daze          | Annabelle                   | "Hungry Like Teen Wolf" (1ª temporada: episódio 3) "What's Love Got to Nude with It" (1ª temporada: episódio 7) |
| 2011      | Talent              | Danielle Anderson           | 10 episódios |
| 2011–2013 | The Lying Game      | Emma Becker / Sutton Mercer | Papel principal                                                                                                 |
| 2014      | Castle              | Mandy Sutton                | 1 episódio |
| 2015–     | Hindsight           | Noelle                      | 3 episódios |
| 2016      | The Vampire Diaries | Dra. Tara                   | "We have history together" (8° temporada: episódio 8)                                                           |